# Курмаев, Эрнст Загидович
Эрнст Загидович Курмаев — российский учёный в области физики металлов, доктор физико-математических наук, профессор, лауреат Государственной премии РСФСР (1989).

## Биография
Родился 09.07.1937 г.
Окончил Киргизский государственный университет (1959). В 1959—1960 гг. работал в Кемерове в Восточном НИИ по безопасности работ в горной промышленности.
С 1960 г. — в Институте физики металлов УрО АН СССР (РАН): лаборант, младший, старший научный сотрудник. С 1980 г. зав. лабораторией рентгеновской спектроскопии. Последняя должность — ведущий научный сотрудник лаборатории ионно-пучковых и плазменных технологий для создания новых функциональных материалов и покрытий.
В 1969 г. защитил кандидатскую, в 1978 -докторскую диссертации. Доктор физико-математических наук (29.12.1978). Диссертации:
- Рентгеноспектральное исследование структуры энергетических полос металлоподобных соединений переходных элементов V-ой группы (ванадия и ниобия) : диссертация … кандидата физико-математических наук : 01.00.00. — Свердловск, 1969. — 97 с. : ил.
- Рентгеновская эмиссионная спектроскопия сплавов и соединений на основе переходных металлов : диссертация … доктора физико-математических наук : 01.04.07. — Свердловск, 1978. — 444 с. : ил.

Область научных интересов: рентгеновские методы, высокотемпературные сверхпроводники.
Лауреат Государственной премии РСФСР (1989) — за разработку теории, методов и приборов для рентгеноспектральных исследований химической связи. Заслуженный деятель науки РФ (2000).
Сочинения:
- Рентгеновские спектры твердых тел / Э. З. Курмаев, В. М. Черкашенко, Л. Д. Финкельштейн; Отв. ред. С. В. Вонсовский; АН СССР, Урал. науч. центр, Ин-т физики металлов. — М. : Наука, 1988. — 174,[1] с. : ил.; 22 см; ISBN 5-02-000713-7
- Высокотемпературные сверхпроводники на основе FeAs-соединений [Текст] / Ю. А. Изюмов, Э. З. Курмаев. — Москва ; Ижевск : НИЦ «Регулярная и хаотическая динамика», 2010. — 334 с. : ил., табл.; ISBN 978-5-93972-805-8
- Высокотемпературные сверхпроводники на основе FeAs-соединений / Ю. А. Изюмов, Э. З. Курмаев. — Москва : [б. и.] ; Ижевск : R & C Dynamics, 2009. — 311 с. : ил.; 21 см; ISBN 978-5-93972-747-1